# Teraterythrops robusta
Teraterythrops robusta är en kräftdjursart som först beskrevs av Yakov Avadievich Birstein och Tchindonova 1958.  Teraterythrops robusta ingår i släktet Teraterythrops och familjen Mysidae. Inga underarter finns listade i Catalogue of Life.